# Pacifikus aratinga
A pacifikus aratinga (Psittacara strenuus), korábban nicaraguai zöldaratinga, a madarak osztályának papagájalakúak (Psittaciformes) rendjébe és a papagájfélék (Psittacidae) családjába tartozó faj.

## Rendszerezése
A fajt Robert Ridgway amerikai ornitológus írta le 1915-ben, a Conurus nembe Conurus holochlorus strenuus néven. Egyes szervezetek a zöld aratinga (Psittacara holochlorus) alfajaként kezelik (Psittacara holochlorus strenuus).

## Előfordulása
Mexikó, Guatemala, Salvador, Honduras és Nicaragua területén honos.

## Természetvédelmi helyzete
A Természetvédelmi Világszövetség Vörös listáján mint zöld aratinga nem fenyegetett fajként szerepel.